# David Adler
David Adler, FAIA (Milwaukee, 3 gennaio 1882 – Libertyville, 27 settembre 1949), è stato un architetto statunitense che ha esercitato principalmente nei dintorni di Chicago, Illinois. La sua fu una carriera prolifica, avendo progettato oltre 200 edifici in più di trentacinque anni. È stato anche a lungo membro del consiglio di amministrazione dell'Art Institute of Chicago.

## Biografia

### Primi anni di vita
Adler nacque il 3 gennaio 1882 a Milwaukee, nel Wisconsin, da una famiglia ebrea tedesca, figlio di Isaac David Adler, un affermato produttore all'ingrosso di abbigliamento maschile, e di Therese Hyman Adler. Una delle sorelle di David Adler, Frances Adler Elkins, divenne un'importante designer di interni. Aveva anche un fratello maggiore, Murray, che morì nel 1883 di difterite. Frequentò le scuole pubbliche di Milwaukee fino all'età di 16 anni, quando lasciò il Wisconsin per iscriversi alla Lawrenceville School nel New Jersey. Nel 1900 si iscrisse all'Università di Princeton, studiando arte, storia dell'architettura e greco. A Princeton progettò una rimodulazione del Charter Club, un club di ristorazione per gli studenti di livello superiore.
L'origine dell'interesse di Adler per l'architettura è incerta. Iniziò a disegnare a Lawrenceville, realizzando immagini per le pubblicazioni scolastiche. A Princeton faticò, ma mostrò attitudine nell'architettura. Dopo la laurea nel 1904, viaggiò molto, soprattutto per studiare l'architettura europea. Studiò per tre semestri all'Università tecnica di Monaco in Germania. Dal 1906 al 1911 studiò all'École des beaux-arts. Appassionato di ciclismo si recava nelle campagne della Francia, dell'Italia e dell'Inghilterra per visitare le case di campagna e collezionare cartoline illustrate.

### Carriera

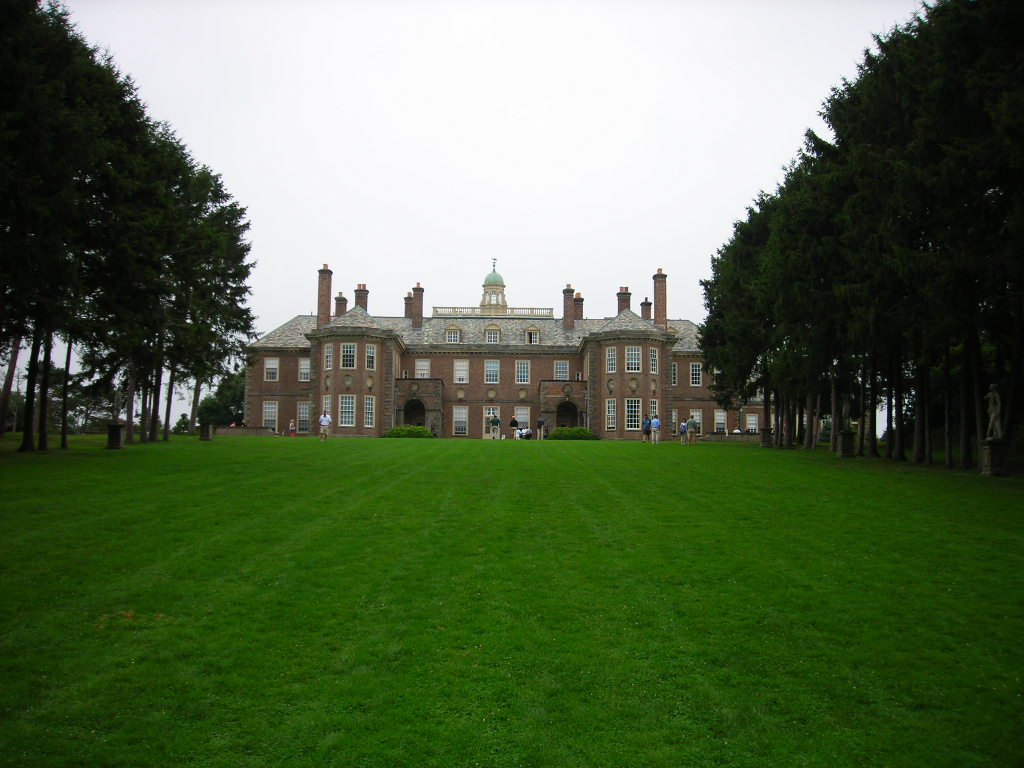
Nel 1926 Adler progettò Castle Hill, oggi riconosciuto come National Historic Landmark.

Dopo essere tornato negli Stati Uniti nel 1911, iniziò a lavorare come architetto per Howard Van Doren Shaw a Chicago, Illinois. Shaw era considerato il più importante architetto di case di campagna nell'area di Chicago. Dopo sei mesi di studio, aprì un nuovo studio con un amico parigino, Henry Dangler, nell'Orchestra Hall. Insieme i due si assicurarono le commissioni per le tenute di campagna di William E. Clow, Jr., Ralph Poole, Benjamin Nields, Morris E. Berney, David B. Jones e Charles B. Pike. Tuttavia Adler non aveva mai conseguito la licenza di architettura, non avendo superato l'esame nel 1917. Per questo motivo Dangler dovette firmare i disegni di Adler perché per legge dovevano essere sottoscritti da un architetto iscritto all'albo.
Dopo la morte di Dangler nel 1917, Adler aveva bisogno di collaborare con un altro architetto con una formazione strutturale che potesse approvare i suoi progetti. Iniziò a lavorare con Robert Work. Nel 1918, Adler acquistò una casa colonica del 1864 a Libertyville, nell'Illinois, e la ristrutturò in modo radicale. L'aspirante architetto Paul Schweikher, che avrebbe avuto un suo importante studio residenziale, studiò con Adler per un anno a partire dal 1923. Nel 1928, con trenta incarichi a suo nome e il sostegno dei colleghi architetti, la commissione d'esame statale conferì ad Adler una licenza onoraria.
Da quel momento in poi, Adler gestì il suo studio da solo. I ruggenti anni '20 furono il periodo più prospero per Adler, che però si trovò in difficoltà durante la successiva Grande depressione. Nel 1935, un infortunio durante una battuta di caccia alla volpe rallentò ulteriormente Adler. Sempre in quell'anno, Adler si scontrò con Jerrod Loebl e John A. Holabird, incaricati dall'Armour Institute of Technology di trovare un nuovo direttore di architettura per la scuola. Adler raccomandò Ludwig Mies van der Rohe, che alla fine fu scelto per l'incarico. Nel corso della sua carriera, Adler progettò 45 case di campagna, 27 nell'Area metropolitana di Chicago.
Alcune opere di Adler sono state inserite nel National Register of Historic Places.

## Opere
Le opere di Adler comprendono:
- Dewey House (1913), Veterans Administration Medical Center North Chicago, Elencato nel NRHP
- David Adler Estate (ristrutturazione 1916-18), 1700 N Milwaukee Ave. Libertyville, Elencato nel NRHP
- Villa Terrace Decorative Arts Museum[11] (1924) Milwaukee, Elencato nel NRHP
- Castle Hill (1928), A est di Ipswich su Argilla Road. Ipswich, Elencato nel NRHP
- Lester Armour House (1931), Lake Bluff, Elencato nel NRHP.  Una delle case più “pure” di Adler.[12]
- Mrs. Isaac D. Adler House (1931 ristrutturata), 1480 N. Milwaukee Ave. Libertyville, Elencato nel NRHP
- Waverly (ristrutturata 1940), Sud di Middleburg, VA 626 Middleburg, Elencato nel NRHP
- William McCormick Blair Estate, 982 Sheridan Rd. Lake Bluff, Elencato nel NRHP
- Mrs. C. Morse Ely House, 111 Moffett Rd. Lake Bluff, Elencato nel NRHP
- Field Estate, Field Rd. e Camino Real Sarasota, Elencato nel NRHP
- Una o più opere in Green Bay Road Historic District, all'incirca l'area che circonda la 10 S al 1596 N Green Bay Rd. e Ahwahnee Rd. Lake Forest, Elencato nel NRHP
- Mrs. Kersey Coates Reed House, 1315 N. Lake Rd. Lake Forest, Elencato nel NRHP
- William E. Clow, Jr. House, nel distretto storico di Vine-Oakwood-Green Bay Road, Lake Forest, Elencato nel NRHP

## Vita privata

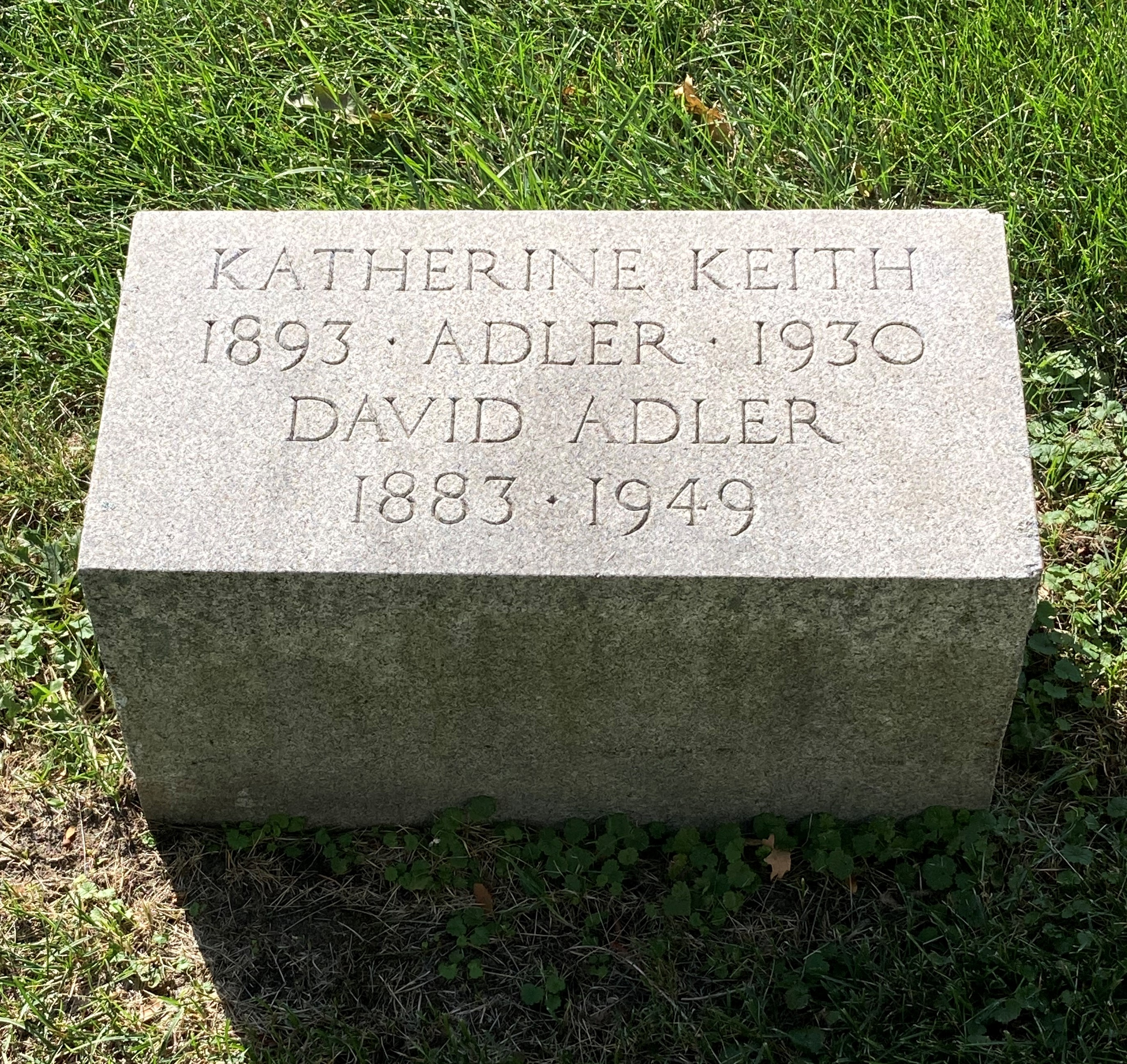
Le tombe di Katherine Keith e David Adler nel Cimitero di Graceland

Nel 1916 Adler sposò Katherine Keith, una socialite e scrittrice dell'Illinois in una chiesa universalista. Nel 1925 fu nominato fiduciario dell'Art Institute of Chicago, carica che mantenne per il resto della sua vita. Restò vedovo nel 1930, dopo che la moglie rimase uccisa in un incidente stradale in Europa. Adler fu nominato Fellow of the American Institute of Architects nel 1941 e membro dell'American Academy of Arts and Letters nel 1945.
Le convinzioni religiose di Adler sono incerte, anche se sicuramente cercò di apparire protestante. I suoi genitori erano ebrei tedeschi. Tuttavia all'Università tecnica di Monaco, identificò il suo credo come episcopale; ciò potrebbe essere dovuto alla discriminazione degli ebrei all'epoca.
Il padre di Adler fu cremato, un rito funebre non approvato dalla religione ebraica, e sepolto in un cimitero non confessionale di proprietà della Chiesa episcopale. Anche sua madre fu sepolta in un cimitero non confessionale, il che indica che i suoi genitori potrebbero aver ridimensionato la loro fede ebraica o essersi convertiti del tutto.
La clientela di Adler era per lo più presbiteriana e probabilmente non avrebbe commissionato consapevolmente a un non WASP la progettazione delle proprie case.
David Adler morì di infarto nel sonno, all'età di 67 anni, a Libertyville. È sepolto nel Graceland Cemetery a Chicago.

## Galleria delle opere

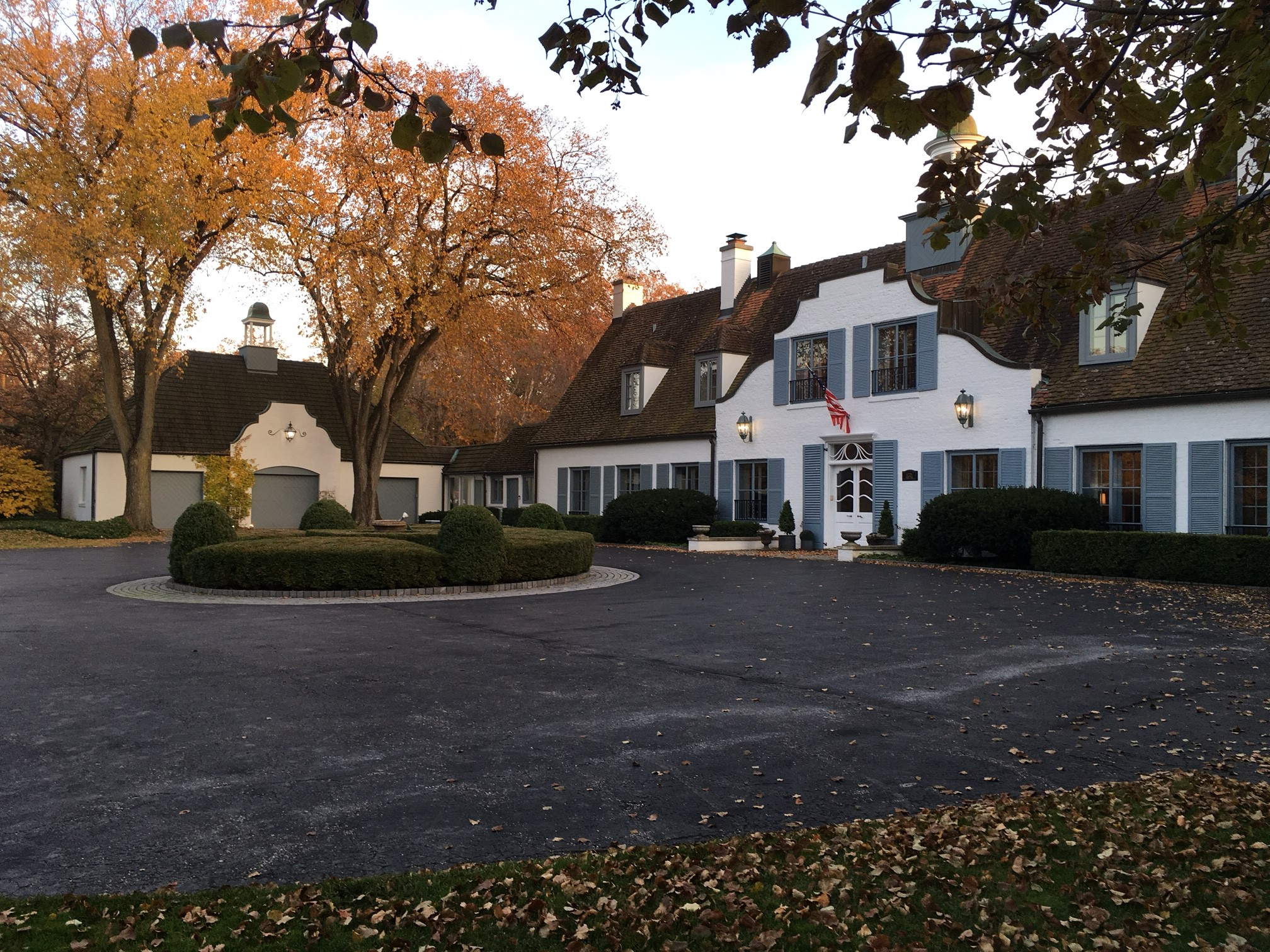
Tenuta Albert Lasker - Rimessa per le carrozze
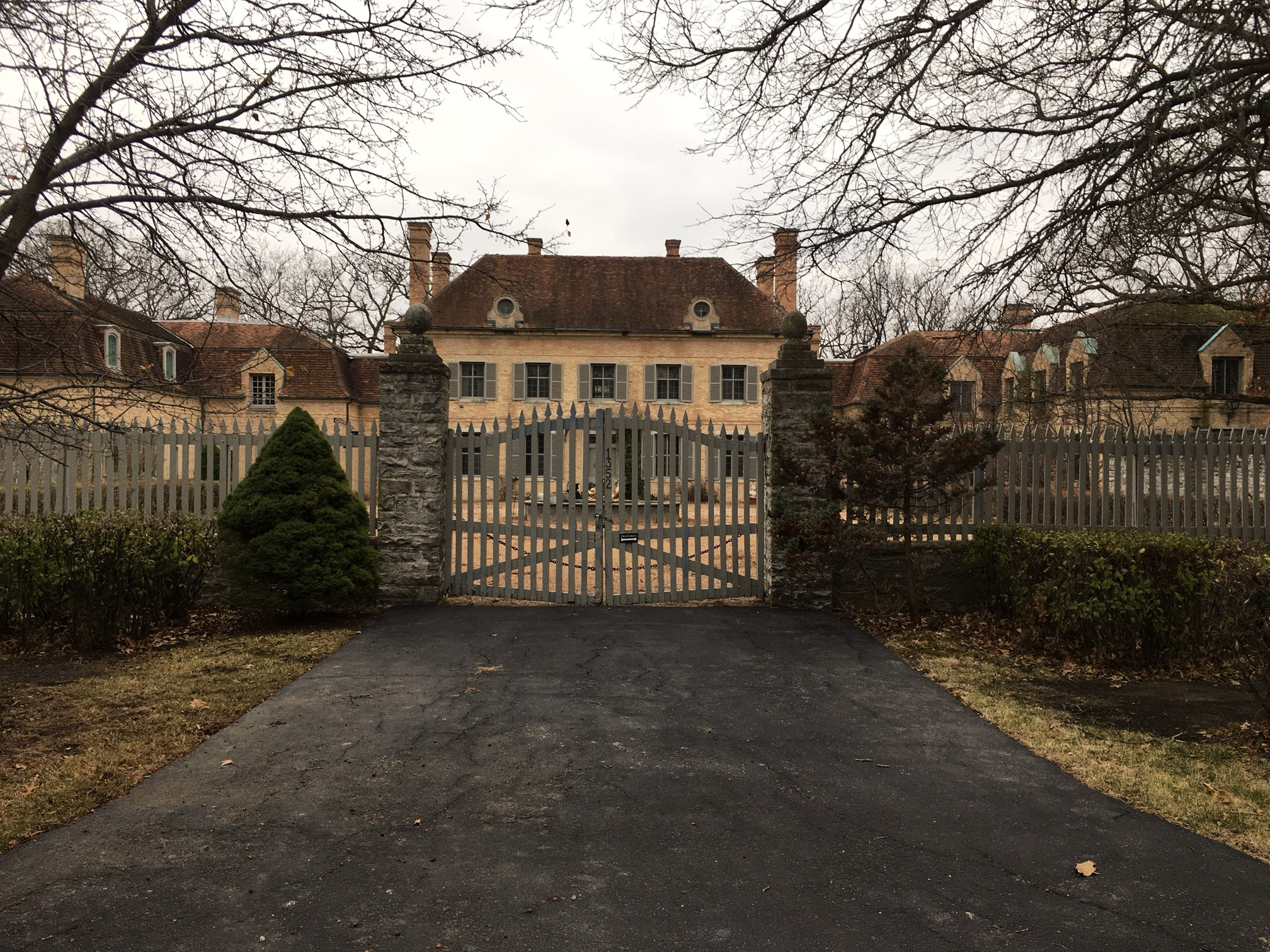
Tenuta Albert Lasker (da Estate Lane), Lake Forest
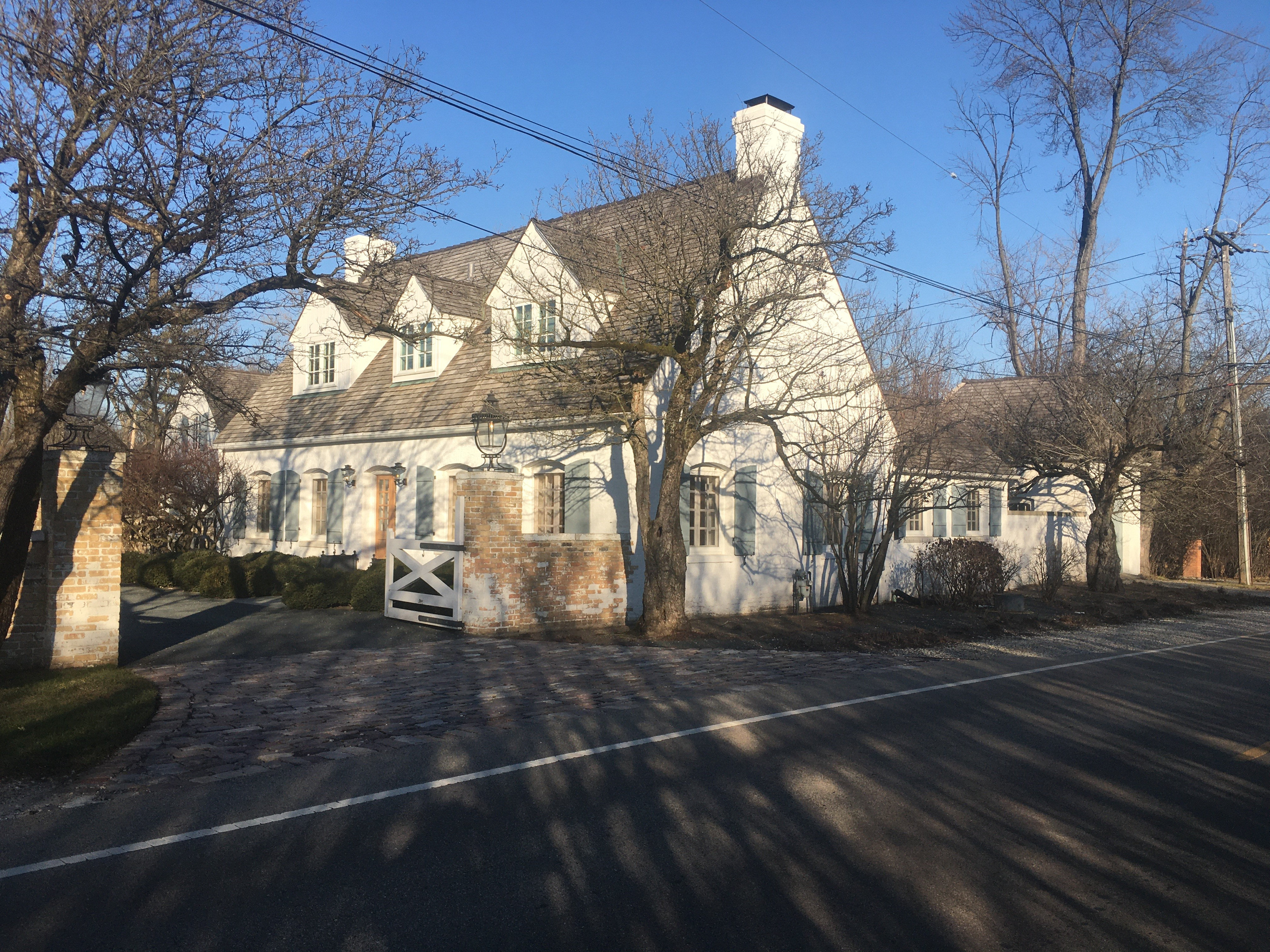
Tenuta Albert Lasker - Portineria
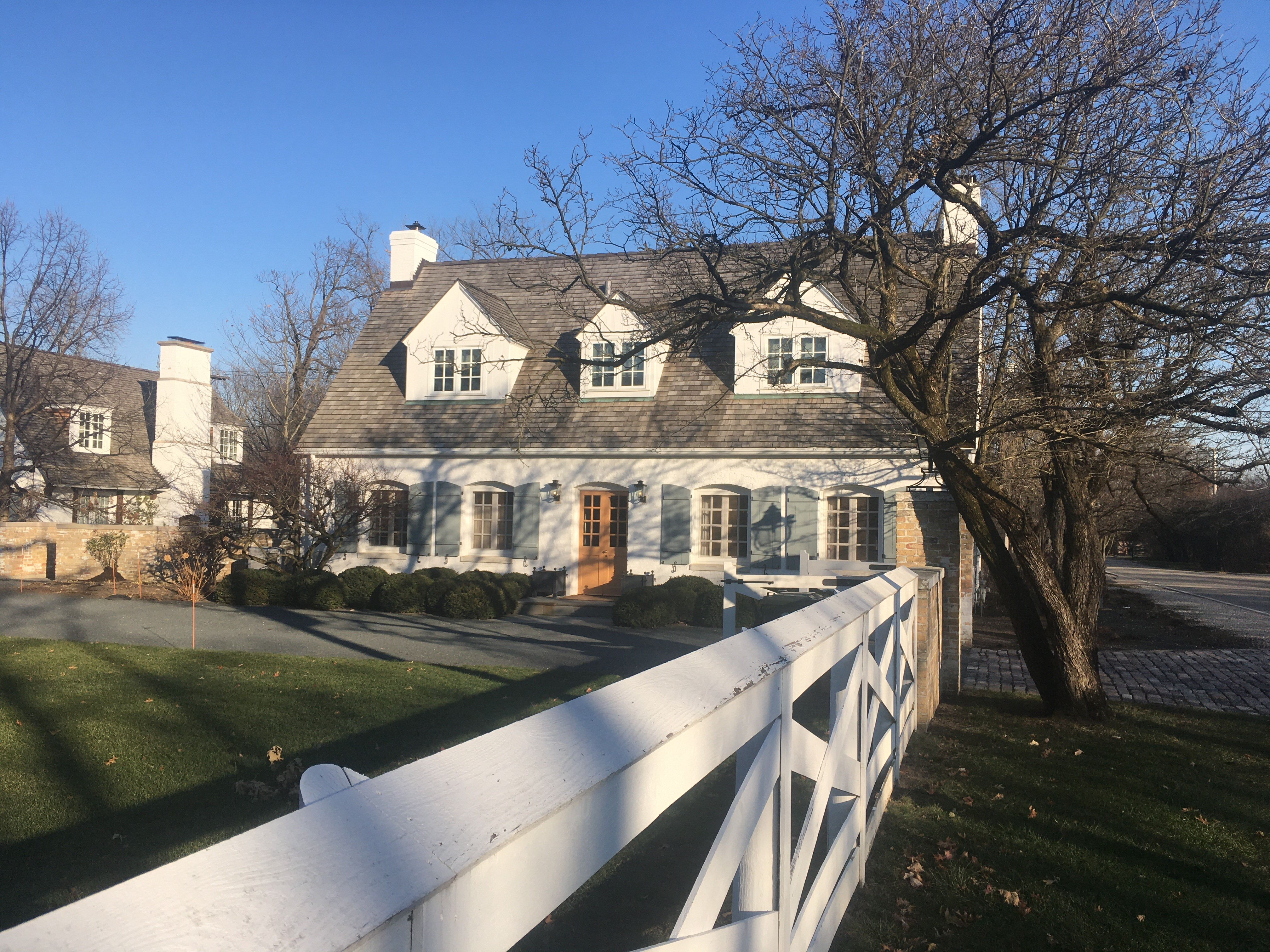
Tenuta Albert Lasker - Portineria
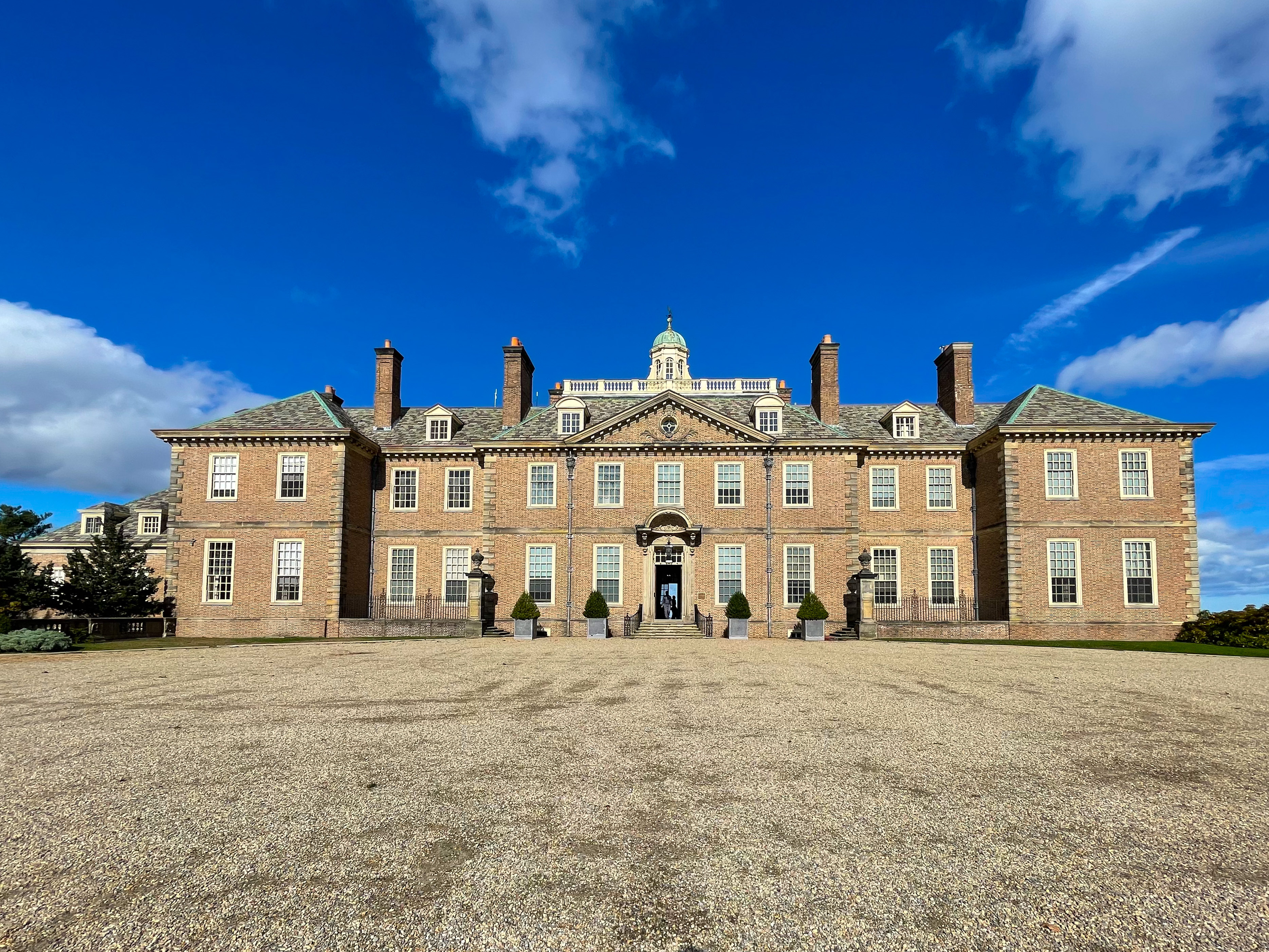
La collina del castello nella tenuta di Crane
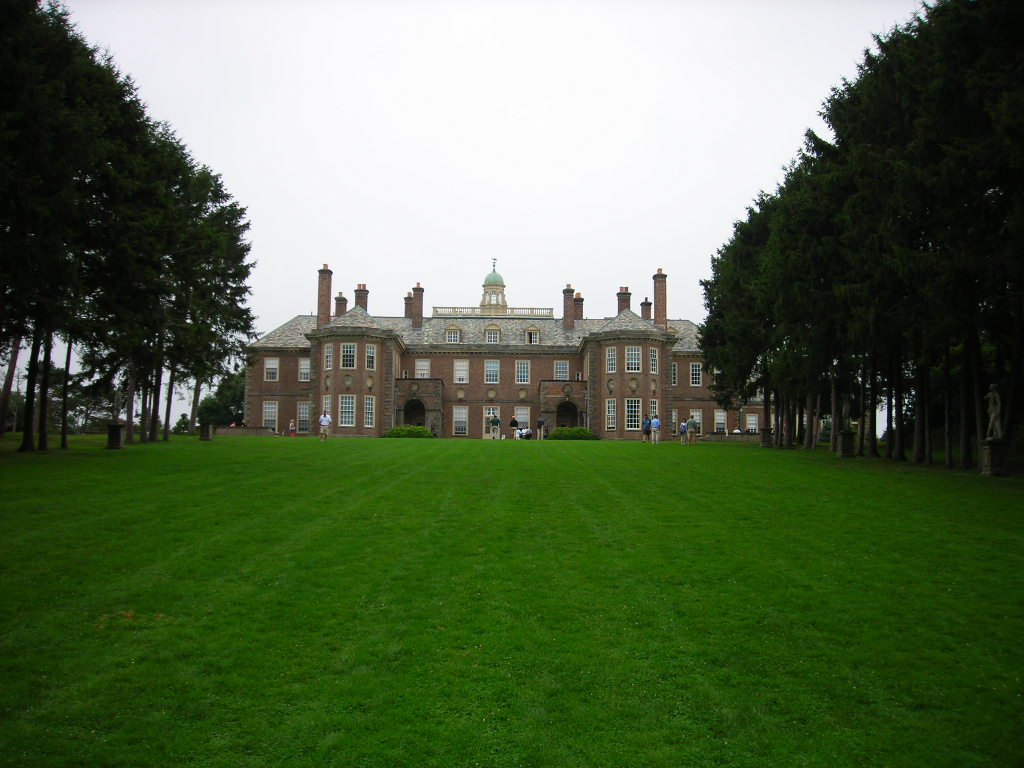
Castle Hill, tenuta della famiglia Crane, situata a Ipswich, Massachusetts.
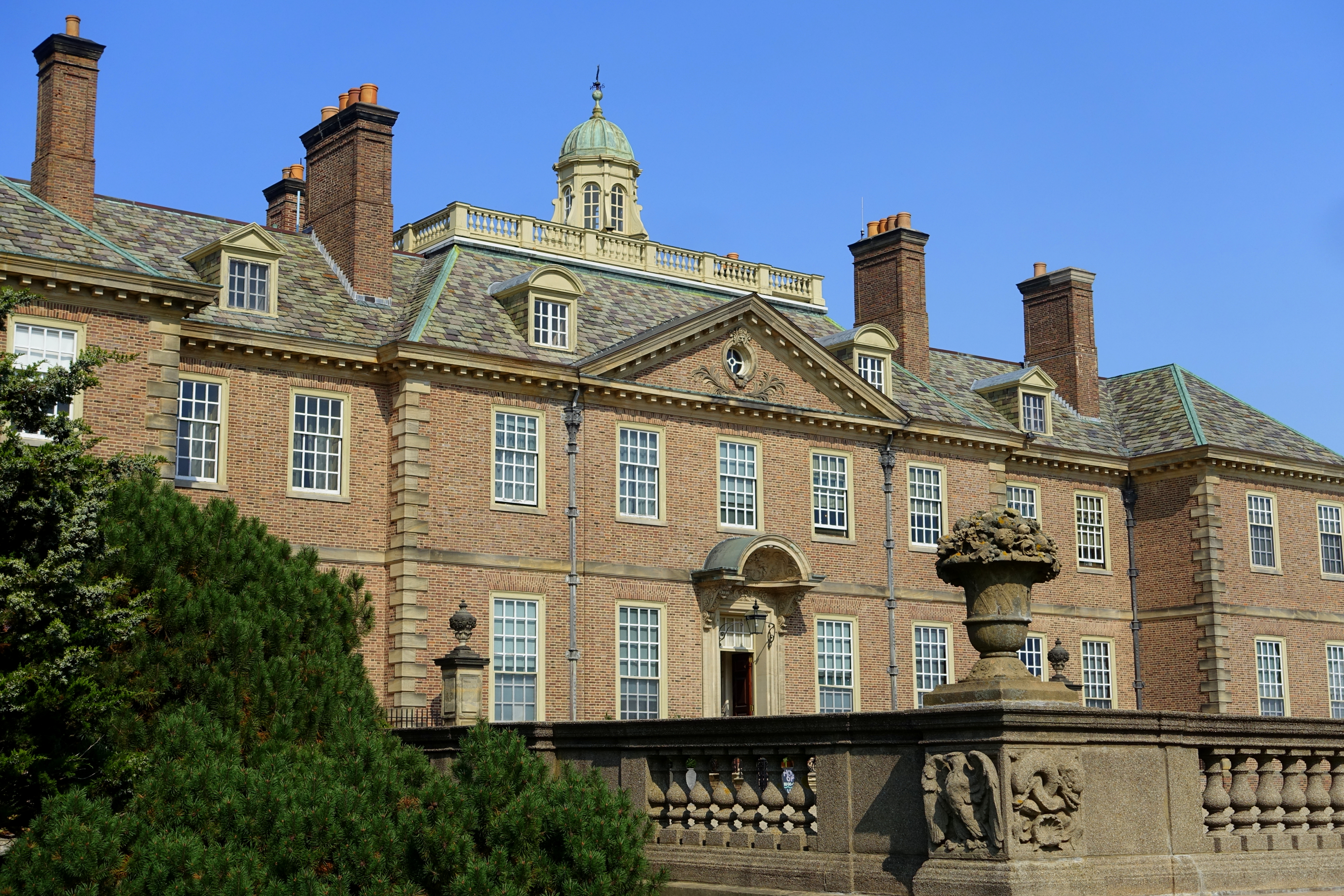
Castle Hill nella tenuta Crane - Ipswich, Massachusetts
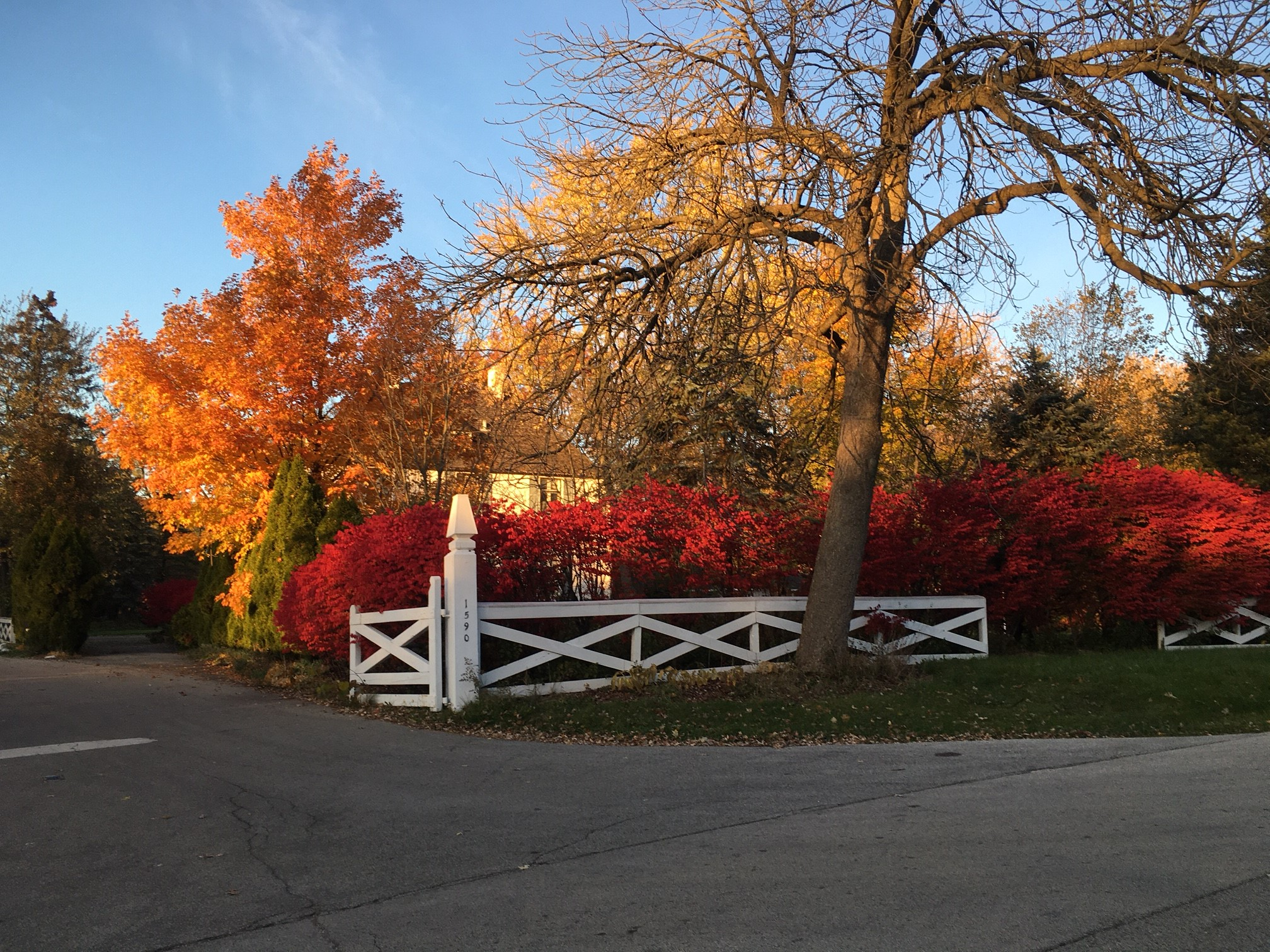
Tenuta Albert Lasker - Casa dell'amministratore della fattoria
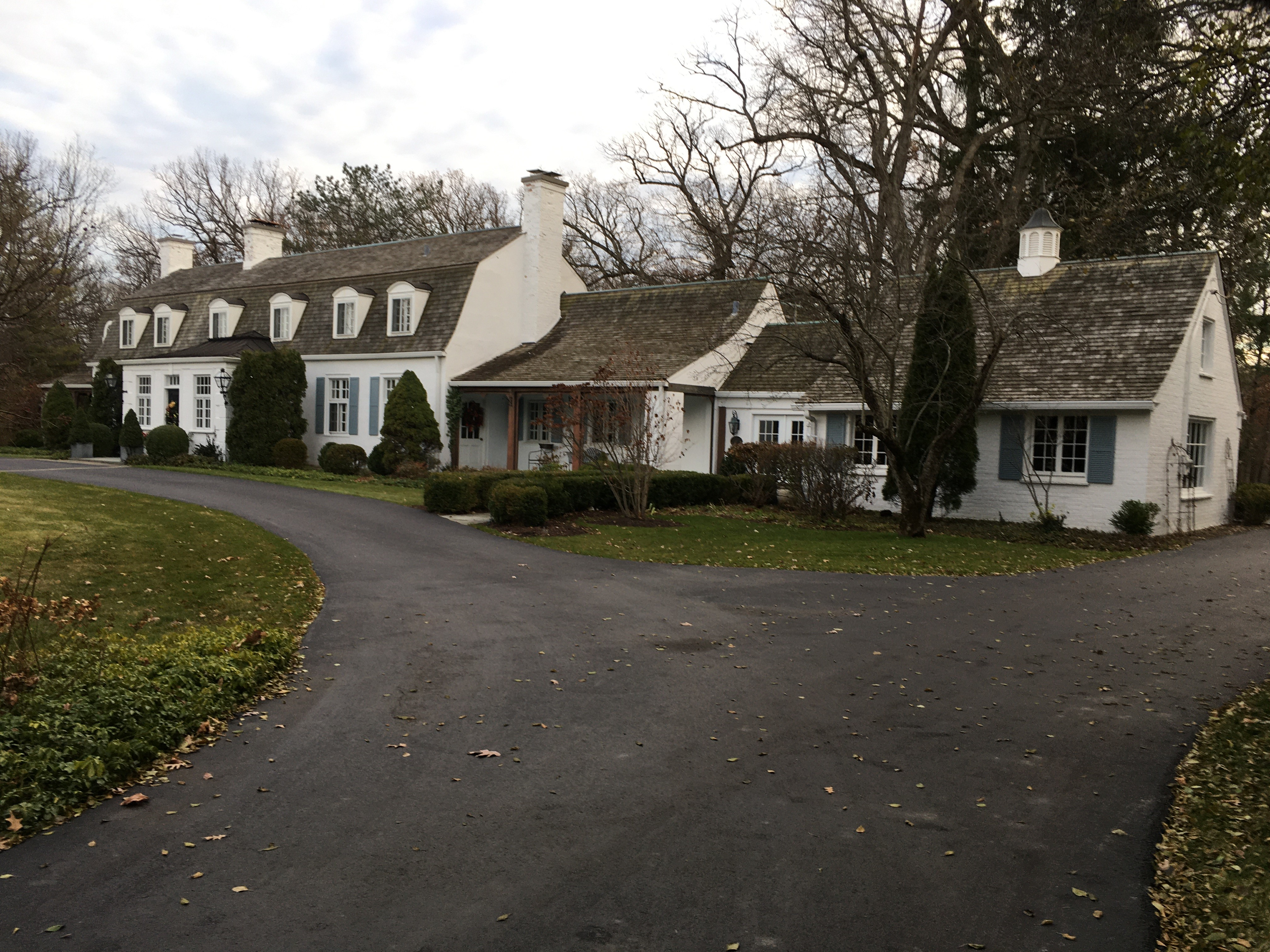
Tenuta Albert Lasker - Dormitorio maschile
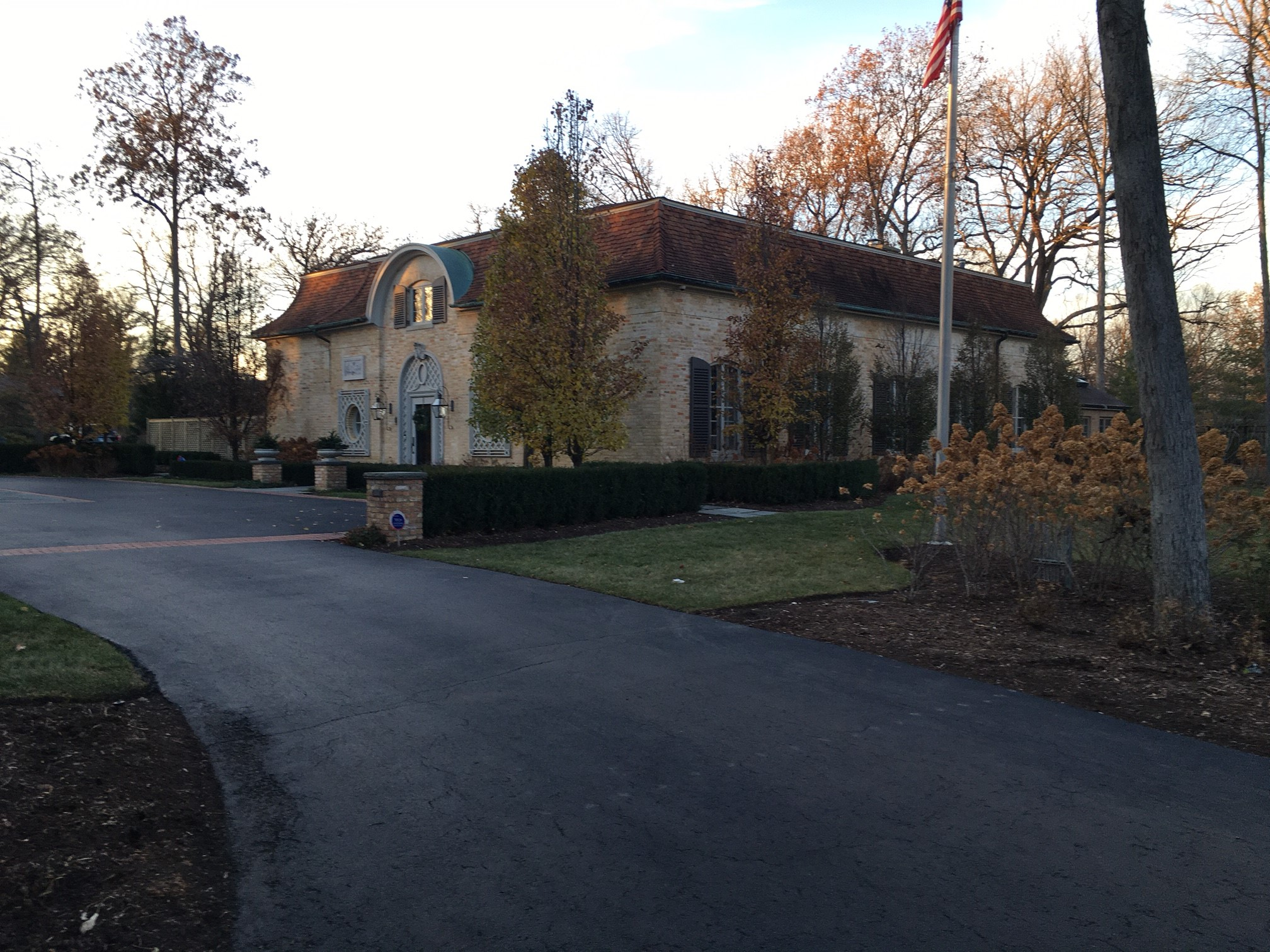
Albert Lasker Estate - Cinema
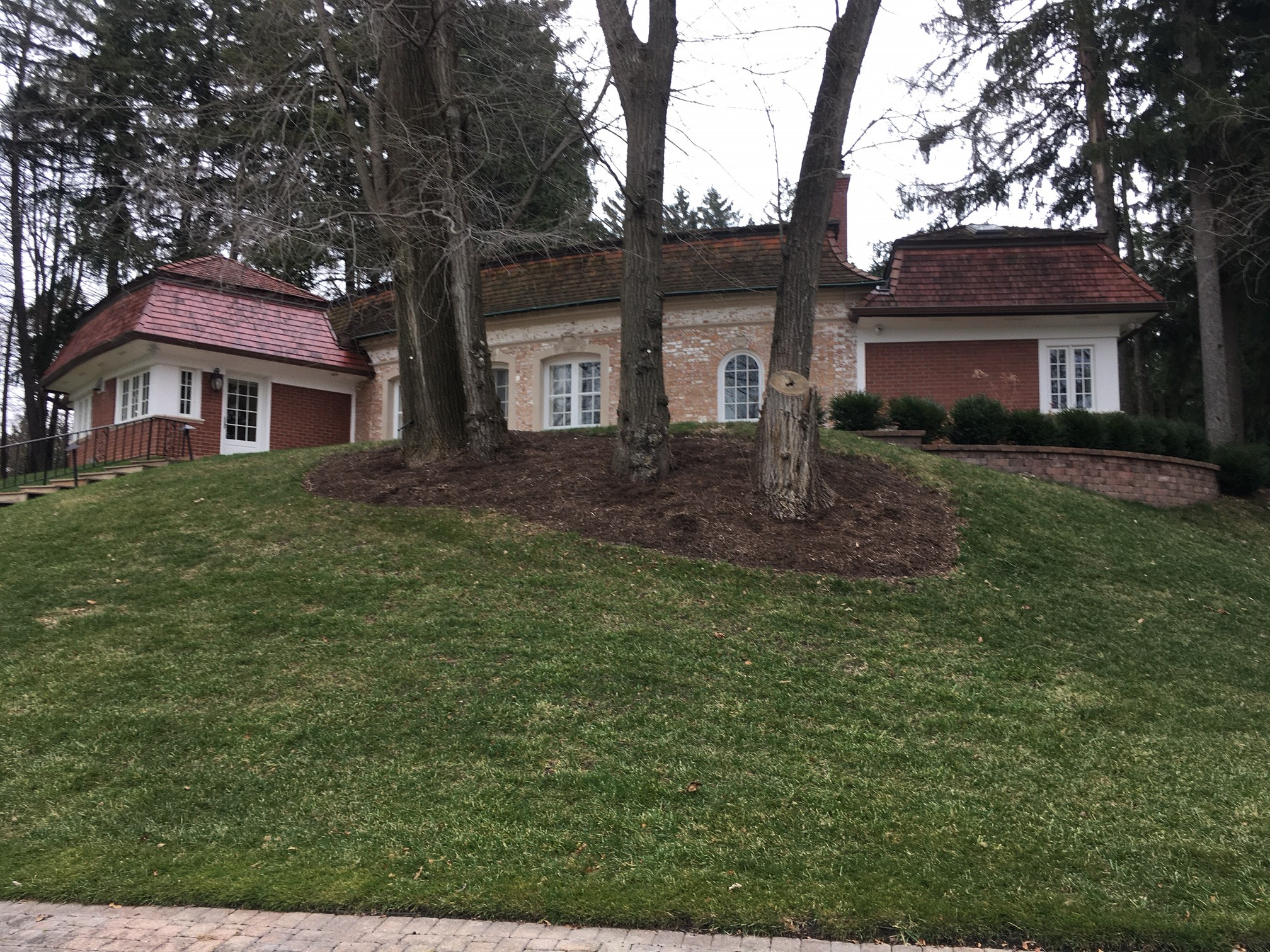
Tenuta Albert Lasker - Padiglione della piscina con aggiunte
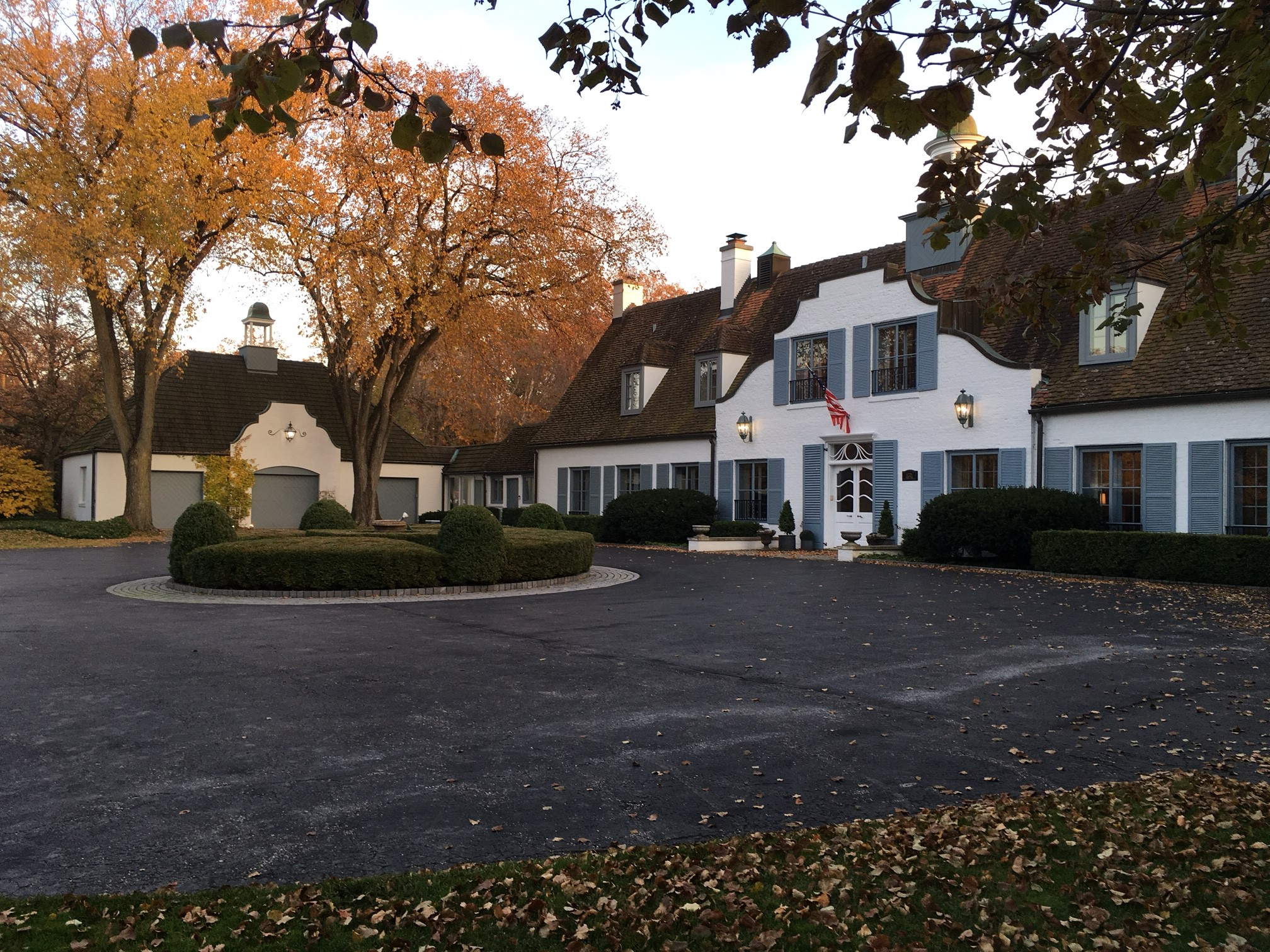
Tenuta Albert Lasker - Rimessa per le carrozze
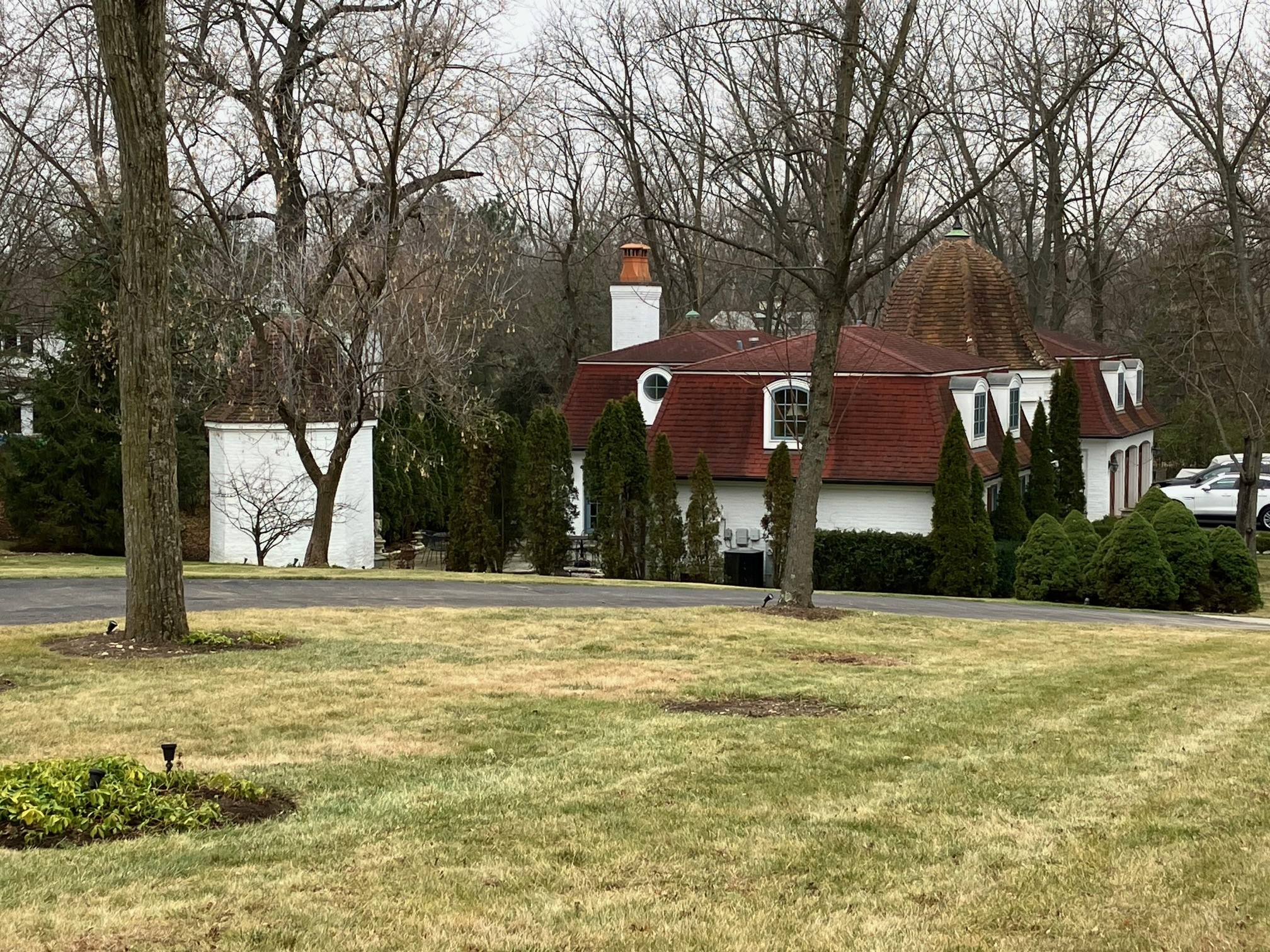
Tenuta Albert Lasker - Colombaie
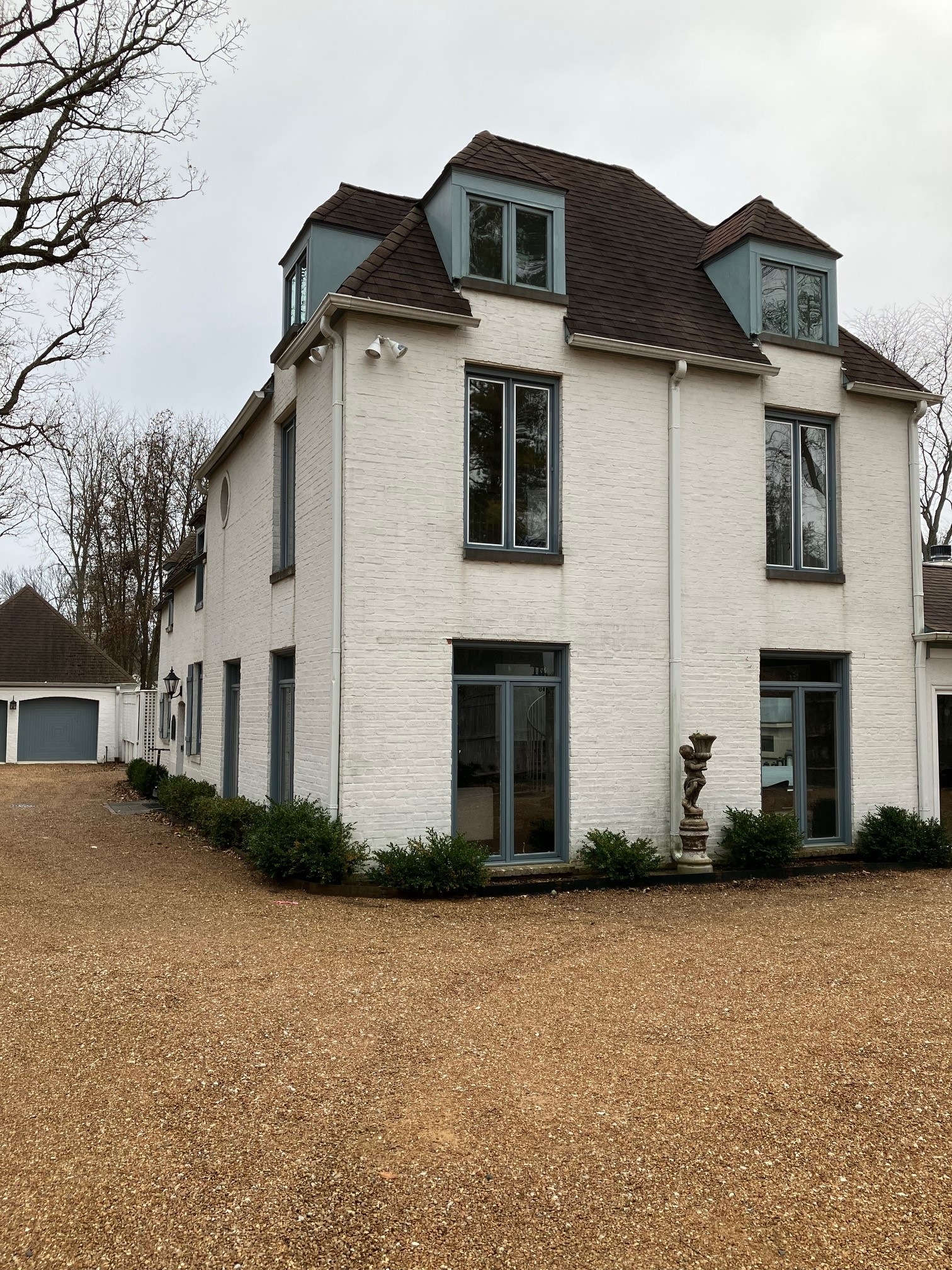
Tenuta Albert Lasker - Casa del giardiniere
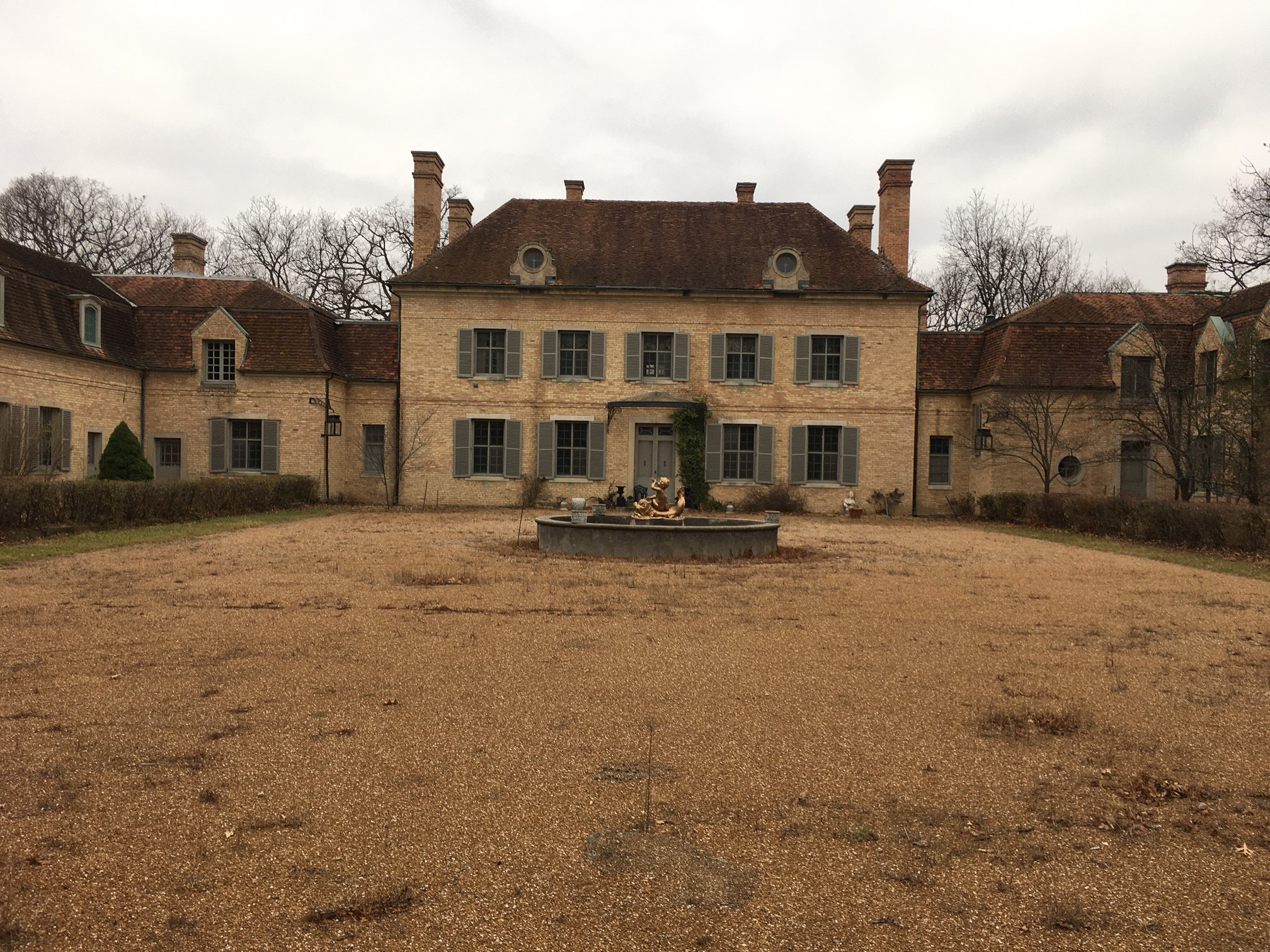
Progettato dall'architetto David Adler. Costruito nel 1925-28.